# Inmunogenética
La inmunogenética es definida como la disciplina de biología que estudia los caracteres genéticos o heredables (caracteres que se transmiten de generación en generación) mediante el uso de técnicas inmunológicas. Los animales poseemos lo que se denomina sistema inmunitario a través del cual los organismos nos protegemos de sustancias extrañas que puedan perjudicar nuestro organismo así como de agentes nocivos para este.

## Definición
La inmunogenética puede ser definida en sentido amplio como la disciplina científica que se encarga del estudio de los factores genéticos que controlan la respuesta inmunitaria, así como la expresión de otras características hereditarias de naturaleza antigénica. La inmunogenética utiliza técnicas inmunológicas así como técnicas de genética molecular.

## Grupo sanguíneo
Uno de los ejemplos de caracteres hereditarios está representado por los antígenos de distintos grupos sanguíneos. También podemos decir, que la historia de la inmunogenética se inicia con el descubrimiento de los diferentes grupos sanguíneos por Karl Landsteiner en el año 1900, aunque Landsteiner en esa época no relacionó los grupos sanguíneos con bases genéticas. Esta relación, de los grupos sanguíneos con genética, la propuso unos 24 años después F. Bernstein. El campo de inmunogenética se ha ampliado e incluye el estudio de los antígenos microbianos, marcadores genéticos de anticuerpos y otras macromoléculas y los mecanismos genéticos de control de la respuesta inmunitaria. El estudio básico de la inmunogenética es el estudio de los antígenos localizados en la superficie de los glóbulos rojos y de los antígenos que se encuentran sobre las membranas de las células. Estos antígenos influyen a la compatibilidad de los tejidos en los trasplantes. Karl Landsteiner y Philip Levine, descubrieron una molécula glicoprotéica que se encuentra en la superficie de los glóbulos rojos y que actúa como antígeno innato que proporciona identidad bioquímica e inmunológica a los individuos.

## Inmunogenética humana
En poblaciones humanas hay dos formas de la glicoproteína, estas formas se denominan M y N. Los individuos pueden presentar un tipo (LMLM o LNLN) o las dos a la vez (LMLN). La herencia de esta glicoproteína es codominante. El sistema MN se encuentra bajo el control de un locus autosómico situado en el cromosoma 4. Los antígenos A y B son distintos de los antígenos M y N y se encuentran el bajo control de un gen diferente (localizado en cromosoma 9). En la especie humana, los individuos pueden tener antígeno A, antígeno B, antígenos A y B (son codominantes) o ninguno de los antígenos en el caso del fenotipo 0. La especificidad de los antígenos A y B se basa en el azúcar terminal del grupo carbohidrato. Casi todos los individuos tienen la «sustancia H» a la que se añaden los azúcares terminales. La «sustancia H» está compuesta por tres tipos de azúcares: galactosa, N-acetilglucosamina y fucosa. El alelo IA es responsable de una enzima que puede añadir N-acetilgalactosamina a la «sustancia H». El alelo IB puede añadir galactosa. Los heterozigotos IAIB pueden añadir N-acetilglucosamina y también galactosa. Los individuos de tipo sanguíneo 0, no pueden añadir ningún azúcar, solo tienen la «sustancia H». La situación de alelo I0 es especial. Los individuos I0I0 no tienen la actividad glucosiltransferasa y no pueden modificar la «sustancia H». El análisis del ADN de este alelo muestra un cambio congruente que es especial, comparando con la secuencia con los otros alelos. Este cambio es la deleción de un nucleótido al inicio de la secuencia codificante, que provoca una mutación de cambio de fase. Se transcribe un mRNA completo pero, durante la traducción, la fase de lectura cambia justo en el punto de la deleción, continúa fuera de la fase unos 100 nucleótidos y se encuentra con el codón de terminación. Esto produce la terminación prematura de la cadena polipeptídica, obtendiéndose un producto que no es funcional. La base molecular para estos fenotipos antigénicos es el resultado de las mutaciones en el gen que codifica la enzima glucosiltransferasa.
Desde punto de vista inmunogenético son de interés también tales mutaciones que causan trastornos de la síntesis de proteínas que intervienen de alguna manera a la función del sistema inmunitario. Las consecuencias de estas mutaciones son varios tipos de enfermedades de disfunción congénita del sistema inmunitario, conocida como la inmunodeficiencia primaria. Inmunodeficiencia es una enfermedad en la cual, por la influencia de ciertas causas, el sistema inmunitario no está funcionando adecuadamente y el individuo es más susceptible a las enfermedades infecciosas. La inmunodeficiencia secundaria, en comparación con la primaria, es la enfermedad que se obtiene durante la vida y no está presente en un individuo desde su nacimiento como en el caso de la primaria. Un ejemplo de inmunodeficiencia secundaria es la infección del virus VIH que produce el sida, que se trata de un compendio de enfermedades que aparecen por la infección del virus VIH y producen el debilitamiento progresivo del organismo. Este virus infecta células que actúan con el sistema inmunitario transcribiendo su propio RNA al DNA y este DNA del virus se introduce en una célula huésped del humano infectad;pasados unos años, cuando esa célula huésped tiene que actuar en el sistema inmunitario, el DNA se transcribe a RNA que pasa a traducirse en proteínas formando partículas víricas que infectan nuevas células volviéndose así a repetir el ciclo de nuevo.

## Respuesta inmunitaria
El sistema inmunitario se encuentra dotado de una serie de moléculas, denominadas anticuerpos, que actúan de barrera contra sustancias extrañas para el organismo y contra agentes nocivos reconociendo el antígeno en la superficie de la molécula dañina. 
No obstante es necesario distinguir entre respuesta inmunitaria innata, que es aquel sistema de defensa con el cual nacemos y crea una barrera contra agentes nocivos(esta respuesta es la primera barrera que deben de atravesar las sustancias dañinas al entrar en el organismo); respuesta inmunitaria adquirida, la cual vamos obteniendo conforme nos vamos enfrentando a diversos antígenos y la respuesta inmunitaria pasiva, que es aquella que obtenemos de otro organismo, un claro ejemplo es el de los bebés que adquieren este tipo de respuesta inmunitaria a través de la placenta de su madre.

## Causas de la inmunodeficiencia primaria
En la actualidad se han descrito más de cien tipos de inmunodeficiencia primaria. Avance del diagnóstico molecular y la identificación exacta de los genes ayudaron a localizar el gen responsable y aclarar el mecanismo de la aparición de la enfermedad. La mayoría de las inmunodeficiencias son rasgo recesivo de la herencia, el tipo dominante es también conocido, pero muy raro. En algunos tipos muy raros de la inmunodeficiencia primaria sólo se han observado la ocurrencia espontánea de la enfermedad, sin la observación de esta en algún otro miembro de la familia. También hay tipos de inmunodeficiencia con herencia multifactorial, estos son intermediarios entre la inmunodeficiencia primaria y secundaria. El número relativamente elevado de genes que son responsables de inmunodeficiencia se encuentran en el cromosoma X. En el caso del hombre, esto significa que los niños tienen una probabilidad dos veces mayor de sufrir la inmunodeficiencia primaria que las niñas. Otros genes responsables de la aparición de inmunodeficiencia están localizados en genes autosómicos. Las causas de la enfermedad pueden ser algunos síndromes complejos, cuyos síntomas incluyen ciertas disfunciones del sistema inmunitario.
Inmunodeficiencia primaria provoca disminución del funcionamiento del sistema inmunitario y, por lo tanto, la defensa del organismo, que es aún más susceptible a diferentes patógenos. La causa de la enfermedad es una mutación de la información genética. Según cual función presena daños, puede ser parte del sistema de la inmunidad específica o no específica, la inmunodeficiencia primaria está clasificada en:
- déficit de anticuerpos

- deficiencia celular

- deficiencia combinada

- trastornos de la apoptosis

- trastornos de la fagocitosis

- deficiencia como parte de otros síndromes típicos

## Influencia del trasplante de tejidos y órganos sobre el sistema inmunitario
En la aceptación o rechazo del trasplante de órganos están implicados lo que vamos a denominar antígenos de histocompatibilidad, que son antígenos que se encuentran en las células del donador y que actuarán o para bien o para mal en el organismo receptor, por lo que antes de realizar dicho trasplante será necesario hacer un estudio de estos antígenos. Para llegar a conocer estos antígenos de histocompatibilidad, se han hecho estudios con cepas consangíneas de ratones para que todos ellos puedan donar y recibir de cualquier organismo que se encuentre dentro de la cepa a estudiar;por esto, al cruzar esta cepa con otras distintas se han podido tomar los genes de histocompatibilidad y estudiarlos aparte. En el caso de los ratones los genes que codifican estos antígenos van a ser los genes MHC y en el caso de los humanos serán los genes HLA. Estos últimos son genes que codifican antígenos que se encuentran en la superficie de las células y antígenos que se encuentran en los linfocitos. Es importante saber que la aceptación de una donación depende de la semejanza entre haplotipos (ordenación de aleloes HLA en una copia del cromosoma 6) del donante y del receptor, por esto mismo la aceptación de un órgano o tejido será mayor entre parientes cercanos.

## Autoinmunidad
En ocasiones nuestro propio sistema inmunitario ataca a nuestras propias células debido a la aparición de un nuevo antígeno que nunca antes había sido reconocido, siendo ahora reconocido como extraño para nuestro sistema inmunitario. También puede ocurrir que la autoinmunidad se produzca porque el sistema inmunitario nunca haya tenido que reconocer algunas células del organismo, con lo cual cuando ocurre algo en ellas y sus antígenos quedan expuestos, el cuerpo produce anticuerpos contra ellos al no reconocerlo como algo propio, esto ocurre por ejemplo con las células del ojo que nunca han tenido que ser reconocidas por el sistema inmunitario,y al producirse algún daño (herida, traumatismo, etc.) se producen anticuerpos contra ellas. Otro ejemplo de autoinmunidad es la diabetes que depende de insulina (IDDM), ya que el sistema inmunitario destruye las células que se encuentran en los islotes que producen insulina en el páncreas,y sin ella los niveles de azúcar en sangre pueden oscilar variablemente debido a la falta de control que produce la insulina.